# طواف كرواتيا 2022
طواف كرواتيا 2022 هو سباق دراجات هوائية، وهو الموسم السادس عشر من طواف كرواتيا، وأقيم خلال الفترة من 27 سبتمبر 2022، وحتى 2 أكتوبر 2022، وشارك فيه  138 متسابقاً ووصل إلى نهايته  118 متسابقاً.
فاز بالمركز الأول ماتج موهوريك، وفاز بالمركز الثاني جوناس فينجارد، وفاز بالمركز الثالث وفي ترتيب النقاط للشباب Oscar Onley ‏، وفاز في تصنيف الجبال الكسيس غيران، وفاز في ترتيب النقاط جوناثان ميلان، وفاز في ترتيب الفرق فريق إنيوس.

## الفرق
| فرق عالمية (6)- Bahrain Victorious - Ineos Grenadiers - Israel-Premier Tech - Jumbo-Visma - Team DSM - Trek-Segafredo فرق برو (8)- Bardiani-CSF-Faizanè - بنجوال باوليز ساوكس دبليو بي 2022 ‏ - بي آند بي هوتيلز 2022 ‏ - كاجا رورال-سيغوروس 2022 ‏ - فريق إيولو كوميت لركوب الدراجات 2022 ‏ - كيرن فارما 2022 ‏ - Human Powered Health - أونو اكس برو سايكلنج تيم 2022 ‏ فرق قارية (6)- أدريا موبيل 2022 ‏ - Mazowsze Serce Polski ‏ - أدفاريكس هرينكو 2022 ‏ - Team Ljubljana Gusto Santic ‏ - Kamen Pazin ‏ - فريق فورارلبرغ 2022 ‏ |  |
| |  |

## المراحل
| قائمة المراحل | قائمة المراحل | قائمة المراحل                        | قائمة المراحل | قائمة المراحل | قائمة المراحل | قائمة المراحل   | قائمة المراحل |
| المرحلة       | التاريخ       | الدورة                               |               | المسافة (كم)  | الارتفاع      | الفائز بالمرحلة | القائد العام  |
| ------------- | ------------- | ------------------------------------ | ------------- | ------------- | ------------- | --------------- | ------------- |
| المرحلة 1     | 27 سبتمبر     | أوسييك – Ludbreg ‏                    | مرحلة مستوية  | 223٫5         | 659 م         | جوناثان ميلان   | جوناثان ميلان |
| المرحلة 2     | 28 سبتمبر     | Otočac ‏ – زادار                      | مرحلة جبلية   | 163           | 1141 م        | جوناثان ميلان   | جوناثان ميلان |
| المرحلة 3     | 29 سبتمبر     | سيني، كرواتيا – Primošten ‏           | مرحلة جبلية   | 157           | 1470 م        | جوناس فينجارد   | جوناثان ميلان |
| المرحلة 4     | 30 سبتمبر     | Biograd na Moru ‏ – كريكفينيسا        | مرحلة جبلية   | 219           | 2252 م        | Axel Laurance ‏  | جوناثان ميلان |
| المرحلة 5     | 1 أكتوبر      | أوباتيا – لابين                      | مرحلة جبلية   | 154           | 2914 م        | جوناس فينجارد   | جوناس فينجارد |
| المرحلة 6     | 2 أكتوبر      | Sveta Nedelja, Zagreb County ‏ – زغرب | مرحلة مستوية  | 158           | 618 م         | إيليا فيفياني   | ماتج موهوريك  |

## النتيجة

### مرحلة 1
هي مرحلة مستوية، أقيمت في 27 سبتمبر 2022، وامتدّت لمسافة 223.5 كيلومتر. فاز بالمركز الأول، وتصدر ترتيب النقاط وترتيب النقاط للشباب والترتيب العام في نهاية المرحلة جوناثان ميلان، وتصدر ترتيب الفرق فريق البحرين ميريدا للدراجات الهوائية، وتصدر ترتيب التسلق Oscar Onley ‏.
| التصنيف العام         | التصنيف العام | التصنيف العام        | التصنيف العام | التصنيف العام |
| العداء                | العداء        | الفريق               | الوقت         |               |
| --------------------- | ------------- | -------------------- | ------------- | ------------- |
| 1                     | جوناثان ميلان | Bahrain Victorious   | 5 س 31 د 38 ث |               |
| 2                     | ساشا مودولو   | Bardiani CSF Faizanè | + 4 ث         |               |
| 3                     | ميركو مايستري | إيولو كوميت ‏         | + 6 ث         |               |
| 4                     | Kim Heiduk ‏   | Ineos Grenadiers     | + 10 ث        |               |
| 5                     | Gal Glivar ‏   | أدريا موبيل ‏         | + 10 ث        |               |
|                       |               |                      |               |               |
| مصدر: ProCyclingStats |               |                      |               |               |

### مرحلة 2
هي مرحلة جبلية، أقيمت في 28 سبتمبر 2022، وامتدّت لمسافة 163 كيلومتر. فاز بالمركز الأول، وتصدر ترتيب النقاط وترتيب النقاط للشباب والترتيب العام في نهاية المرحلة جوناثان ميلان، وتصدر ترتيب الفرق فريق البحرين ميريدا للدراجات الهوائية، وتصدر ترتيب التسلق Tobiasz Pawlak ‏.
| التصنيف العام         | التصنيف العام       | التصنيف العام                 | التصنيف العام | التصنيف العام |
| العداء                | العداء              | الفريق                        | الوقت         |               |
| --------------------- | ------------------- | ----------------------------- | ------------- | ------------- |
| 1                     | جوناثان ميلان       | Bahrain Victorious            | 9 س 16 د 12 ث |               |
| 2                     | بيير باربييه (دراج) | فيتال كونسبت ‏                 | + 14 ث        |               |
| 3                     | ساشا مودولو         | Bardiani CSF Faizanè          | + 14 ث        |               |
| 4                     | كيني مولي           | بنجوال باوليز ساوكس دبليو بي ‏ | + 14 ث        |               |
| 5                     | إيليا فيفياني       | Ineos Grenadiers              | + 16 ث        |               |
|                       |                     |                               |               |               |
| مصدر: ProCyclingStats |                     |                               |               |               |

### مرحلة 3
هي مرحلة جبلية، أقيمت في 29 سبتمبر 2022، وامتدّت لمسافة 157 كيلومتر. فاز بالمركز الأول جوناس فينجارد، وتصدر ترتيب التسلق Oscar Onley ‏، وتصدر الترتيب العام في نهاية المرحلة وترتيب النقاط للشباب وترتيب النقاط جوناثان ميلان، وتصدر ترتيب الفرق فريق البحرين ميريدا للدراجات الهوائية.
| التصنيف العام         | التصنيف العام      | التصنيف العام             | التصنيف العام  | التصنيف العام |
| العداء                | العداء             | الفريق                    | الوقت          |               |
| --------------------- | ------------------ | ------------------------- | -------------- | ------------- |
| 1                     | جوناثان ميلان      | Bahrain Victorious        | 12 س 47 د 49 ث |               |
| 2                     | جوناس فينجارد      | جومبو-فيسما               | + 1 ث          |               |
| 3                     | Oscar Onley ‏       | Team DSM                  | + 5 ث          |               |
| 4                     | ماتج موهوريك       | Bahrain Victorious        | + 9 ث          |               |
| 5                     | فينتشنزو ألبانيز   | إيولو كوميت ‏              | + 16 ث         |               |
| 6                     | براندون ريفيرا ‏    | Ineos Grenadiers          | + 20 ث         |               |
| 7                     | Axel Laurance ‏     | فيتال كونسبت ‏             | + 20 ث         |               |
| 8                     | يوناس غريغارد      | أونو اكس برو سايكلنج تيم ‏ | + 20 ث         |               |
| 9                     | Santiago Buitrago ‏ | Bahrain Victorious        | + 20 ث         |               |
| 10                    | كريس هاميلتون      | Team DSM                  | + 23 ث         |               |
|                       |                    |                           |                |               |
| مصدر: ProCyclingStats |                    |                           |                |               |

### مرحلة 4
هي مرحلة جبلية، أقيمت في 30 سبتمبر 2022، وامتدّت لمسافة 219 كيلومتر. فاز بالمركز الأول Axel Laurance ‏، وتصدر ترتيب التسلق الكسيس غيران، وتصدر الترتيب العام في نهاية المرحلة وترتيب النقاط وترتيب النقاط للشباب جوناثان ميلان، وتصدر ترتيب الفرق فريق البحرين ميريدا للدراجات الهوائية.
| التصنيف العام         | التصنيف العام | التصنيف العام      | التصنيف العام  | التصنيف العام |
| العداء                | العداء        | الفريق             | الوقت          |               |
| --------------------- | ------------- | ------------------ | -------------- | ------------- |
| 1                     | جوناثان ميلان | Bahrain Victorious | 17 س 52 د 11 ث |               |
| 2                     | جوناس فينجارد | جومبو-فيسما        | + 10 ث         |               |
| 3                     | ماتج موهوريك  | Bahrain Victorious | + 14 ث         |               |
|                       |               |                    |                |               |
| مصدر: ProCyclingStats |               |                    |                |               |

### مرحلة 5
هي مرحلة جبلية، أقيمت في 1 أكتوبر 2022، وامتدّت لمسافة 154 كيلومتر. فاز بالمركز الأول، وتصدر الترتيب العام في نهاية المرحلة جوناس فينجارد، وتصدر ترتيب التسلق الكسيس غيران، وتصدر ترتيب النقاط جوناثان ميلان، وتصدر ترتيب النقاط للشباب Oscar Onley ‏، وتصدر ترتيب الفرق فريق إنيوس.
| التصنيف العام         | التصنيف العام    | التصنيف العام      | التصنيف العام  | التصنيف العام |
| العداء                | العداء           | الفريق             | الوقت          |               |
| --------------------- | ---------------- | ------------------ | -------------- | ------------- |
| 1                     | جوناس فينجارد    | جومبو-فيسما        | 21 س 38 د 15 ث |               |
| 2                     | ماتج موهوريك     | Bahrain Victorious | + 8 ث          |               |
| 3                     | Oscar Onley ‏     | Team DSM           | + 8 ث          |               |
| 4                     | فينتشنزو ألبانيز | إيولو كوميت ‏       | + 24 ث         |               |
| 5                     | Axel Laurance ‏   | فيتال كونسبت ‏      | + 25 ث         |               |
|                       |                  |                    |                |               |
| مصدر: ProCyclingStats |                  |                    |                |               |

### مرحلة 6
هي مرحلة مستوية، أقيمت في 2 أكتوبر 2022، وامتدّت لمسافة 158 كيلومتر. فاز بالمركز الأول إيليا فيفياني، وتصدر الترتيب العام في نهاية المرحلة ماتج موهوريك، وتصدر ترتيب النقاط جوناثان ميلان.

## التصنيف العام النهائي
| التصنيف العام         | التصنيف العام    | التصنيف العام      | التصنيف العام  | التصنيف العام |
| العداء                | العداء           | الفريق             | الوقت          |               |
| --------------------- | ---------------- | ------------------ | -------------- | ------------- |
| 1                     | ماتج موهوريك     | Bahrain Victorious | 24 س 54 د 05 ث |               |
| 2                     | جوناس فينجارد    | جومبو-فيسما        | + 1 ث          |               |
| 3                     | Oscar Onley ‏     | Team DSM           | + 11 ث         |               |
| 4                     | فينتشنزو ألبانيز | إيولو كوميت ‏       | + 21 ث         |               |
| 5                     | Axel Laurance ‏   | فيتال كونسبت ‏      | + 26 ث         |               |
| 6                     | براندون ريفيرا ‏  | Ineos Grenadiers   | + 31 ث         |               |
|                       |                  |                    |                |               |
| مصدر: ProCyclingStats |                  |                    |                |               |

## وصلات خارجية
- الموقع الرسمي
- لمحة عن سباق طواف كرواتيا 2022 على موقع  ProCyclingStats   (برو  سايكلنج  ستاتس) - إحصاءات  محترفي  الدراجات.
- طواف كرواتيا 2022 على موقع إحصائيات الدراجات الإحترافية (الإنجليزية)